# Керашвили, Гиви Шалвович
Гиви Шалвович Керашвили (род. 1 октября 1953, Дзауджикау) — советский футболист, советский и российский тренер.

## Биография
Воспитанник Муссы Цаликова. Бо́льшую часть карьеры провёл в «Спартаке» Орджоникидзе. Дебютировал в 1970 году, когда команда играла в высшей лиге. Выступал только за дубль, в главной команде провёл один матч — 13 мая в 1/16 финала Кубка СССР против «Зари» (0:1). В первой лиге в 1971—1979 годах сыграл 206 матчей, забил 24 гола. Карьеру в командах мастеров завершал во второй лиге в «Звезде» Пермь (1980) и «Хазаре» Ленкорань (1981).
С 1983 года стал играть за образованный в Орджоникидзе клуб «Автодор». В 1984—1985 годах — играющий тренер, затем, до 1992 года — главный тренер команды. Работал в клубе на различных должностях до 2007 года: июль 1994—1995, май 2001 — август 2003, 2005, 2006 (с августа) — главный тренер, 30 августа — 9 сентября 2007 — исполняющий обязанности главного тренера. 2001 (по май) — технический директор, 2001 (с мая), 2007 (с мая) — генеральный директор. Январь — июль 2006, 2007 (по май), октябрь 2008—2009 — спортивный директор.
Главный тренер дублирующего состава «Алании» (2004, с мая). Тренер (по июль) и и. о. главного тренера (с июля 2008) «Жемчужины-Сочи».
С 2013 года — тренер ДЮСШ «Юность» («Барс») Владикавказ.
Сын Шалва — также футболист и тренер.